# Joaquín Gómez
Joaquín Gabriel Gómez (né le 14 octobre 1996 à Avellaneda, Buenos Aires) est un athlète argentin, spécialiste du lancer du marteau. 
Il remporte le titre de champion d'Amérique du Sud jeunesse en 2012 à Mendoza, avec un lancer de 81,15 m. Il détient la Meilleure performance mondiale cadets de ce lancer. Il remporte la médaille d'or lors des Championnats d'Amérique du Sud d'athlétisme espoirs 2014 à Montevideo, puis médaille d'argent deux ans après à Lima. Avec le marteau de 6 kg, il porte son record à 80,59 m à Cuenca pour remporter la médaille d'or des Championnats sud-américains juniors. 
En catégorie senior, Gómez établit un record personnel à 75,10 m pour remporter la médaille d'or des Jeux sud-américains de 2018 à Cochabamba.
En 2025 il bat le record d'Argentine, qui datait de 2001 et était la propriété de Juan Ignacio Cerra, en lançant son marteau à 77,10 m à l'occasion des championnats d'Argentine qu'il remporte pour la 11e fois consécutivement. En avril il devient championnats d'Amérique du Sud à Mar del Plata.
Son père, Daniel Gómez, a été le champion d'Amérique du Sud en 1977 et 1985.

## Palmarès
| Date | Compétition                    | Lieu       | Résultat | Marque  |
| ---- | ------------------------------ | ---------- | -------- | ------- |
| 2018 | Jeux sud-américains            | Cochabamba | 1er      | 75,10 m |
| 2018 | Championnats ibéro-américains  | Trujillo   | 2e       | 74,64 m |
| 2021 | Championnats d'Amérique du Sud | Guayaquil  | 3e       | 71,32 m |
| 2022 | Jeux sud-américains            | Asuncion   | 2e       | 73,56 m |
| 2023 | Championnats d'Amérique du Sud | São Paulo  | 3e       | 73,77 m |

## Records
| Épreuve           | Temps   | Lieu         | Date            |
| ----------------- | ------- | ------------ | --------------- |
| Lancer du marteau | 76,36 m | Buenos Aires | 30 octobre 2021 |